# ユニーク入試
ユニーク入試（ユニークにゅうし）とは、教育機関が行っている入学試験の方式の一つ。中学受験から大学受験までに見られる。
学力では劣っていても積極的に課外活動を行った者を有利にする所から、一般入試と同等の学力を必要とする所まで、学校により内容は様々である。

## 実施校
- 大阪市立大学
- 大阪桐蔭中学校
- 大阪産業大学